# 4301 Boyden
4301 Boyden è un asteroide della fascia principale. Scoperto nel 1966, presenta un'orbita caratterizzata da un semiasse maggiore pari a 3,1055364 UA e da un'eccentricità di 0,1213668, inclinata di 2,29022° rispetto all'eclittica.